# Luciobarbus microcephalus
Luciobarbus microcephalus је зракоперка из реда Cypriniformes и фамилије Cyprinidae.

## Угроженост
Ова врста се сматра рањивом у погледу угрожености врсте од изумирања.

## Распрострањење
Врста има станиште у Шпанији и Португалу.

## Станиште
Станишта врсте су речни екосистеми и слатководна подручја.